# Míster Gay Europa 2005
| 2005-Oslo 2006-Ámsterdam 2007-Budapest 2008-Budapest | 2009-Oslo 2010-Ginebra 2011-Braşov 2012-Roma | 2013-Praga 2014-Viena 2015-No celebrado 2016-Oppdal |

Míster Gay Europa 2005 fue el 1º certamen de belleza gay en Europa y se celebró en Oslo, Noruega, en 2005. Participaron 13 concursantes de otras tantas naciones europeas. El holandés Alexander van Kempen se proclamó vencedor, llevando así la corona para los Países Bajos.

## Participantes
| País         | Delegado              | Edad | Altura | Ocupación               |
| ------------ | --------------------- | ---- | ------ | ----------------------- |
| Austria      | Aaron Michael Jackson | 32   | 186    | Investigador económico  |
| Bulgaria     | Ivan Penev            | 23   | 179    | Estudiante              |
| Dinamarca    | Hugues Maxime Germany | 37   | 185    | Chef                    |
| Estonia      | Urmas Külama          | 25   | 184    | Gerente de restaurante  |
| Alemania     | Suat Bahçeci          | 19   | 174    | Estudiante              |
| Hungría      | Kyan Smith            | 21   | 187    | Representante de ventas |
| Italia       | Alessandro Tamburrino | 22   | 187    | Estudiante              |
| Laponia      | Erik Berg             | 21   | 173    | Representante de ventas |
| Letonia      | Normunds Beinerts     | 22   | 184    | Bookeeper               |
| Noruega      | David Thorkildsen     | 20   | 181    | Representante de ventas |
| Países Bajos | Alexander van Kempen  | 20   | 181    | Estudiante              |
| Suecia       | Jörgen Tenor          | 20   | 184    | organizador técnico     |
| Suiza        | Steve Müller          | 26   | 178    | Oficinista              |